# Pneumostoma

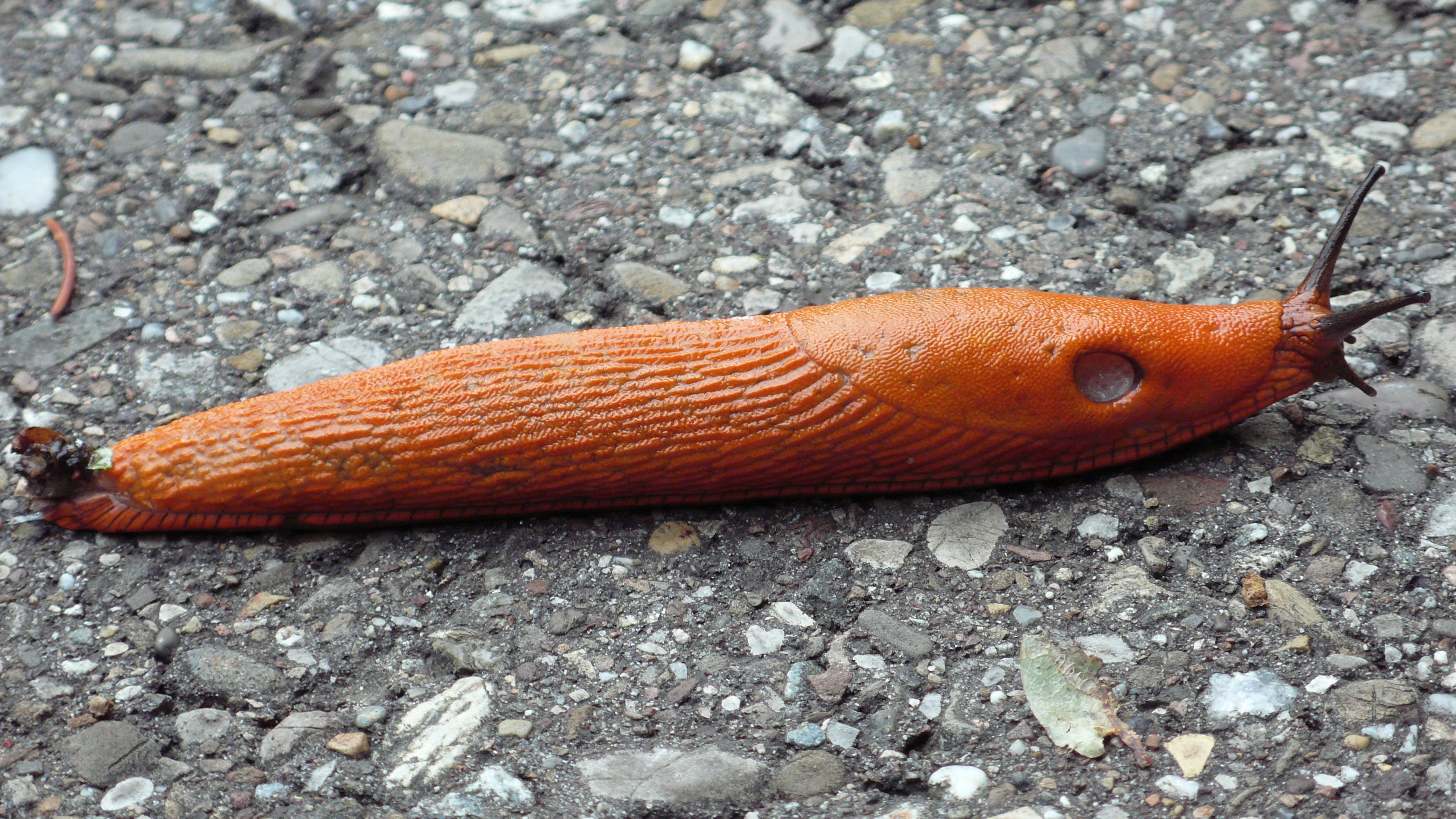
Un esemplare di Arion rufus con lo pneumostoma aperto.

Lo pneumostoma, detto anche poro respiratorio, è una parte del sistema respiratorio dei gasteropodi polmonati; si tratta in particolare di un'apertura deputata all'aspirazione di aria presente sul corpo di lumache e chiocciole terrestri.

In genere lo pneumostoma è localizzato sul lato destro del mantello; l'aria entra attraverso lo pneumostoma nell'unico polmone dell'animale, una cavità situata all'interno del mantello dove è presente del tessuto altamente vascolarizzato che funge da polmone; è proprio la contrazione dei muscoli inferiori di questa cavità che provoca l'apertura dello pneumostoma e la dilatazione della cavità stessa, regolando la respirazione. La frequenza di apertura e chiusura dello pneumostoma è tipicamente inferiore alle 0,5 chiusure al minuto in lumache e chiocciole pienamente idratate, ed aumenta quanto più l'animale è disidratato.

## Posizione dello pneumostoma e utilizzo come discriminante
Lo pneumostoma è più facile da localizzare nelle lumache che nelle chiocciole, a causa della presenza, in queste ultime, della conchiglia che spesso blocca la vista dell'area dov'è situata l'apertura. Nelle lumache, quando è aperto, lo pneumostoma è facilmente visibile sul lato destro dell'animale, tuttavia la sua posizione lungo il corpo dell'individuo può cambiare a seconda della specie.

Le fotografie nella sottostante galleria mostrano la posizione dello pneumostoma in tre diverse famiglie di lumache:

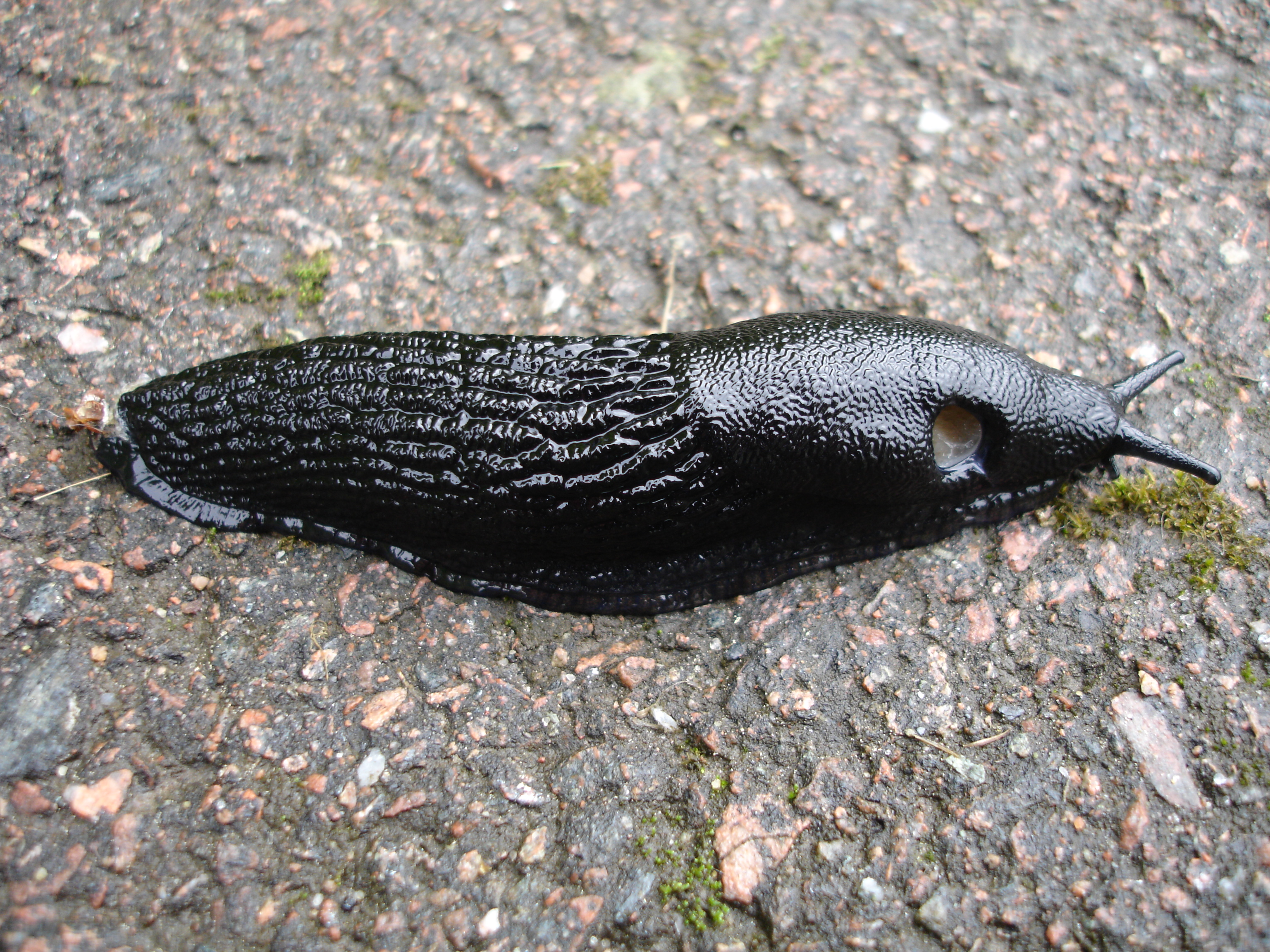
Arion ater (Arionidae); lo pneumostoma è posizionato nella metà anteriore del mantello.
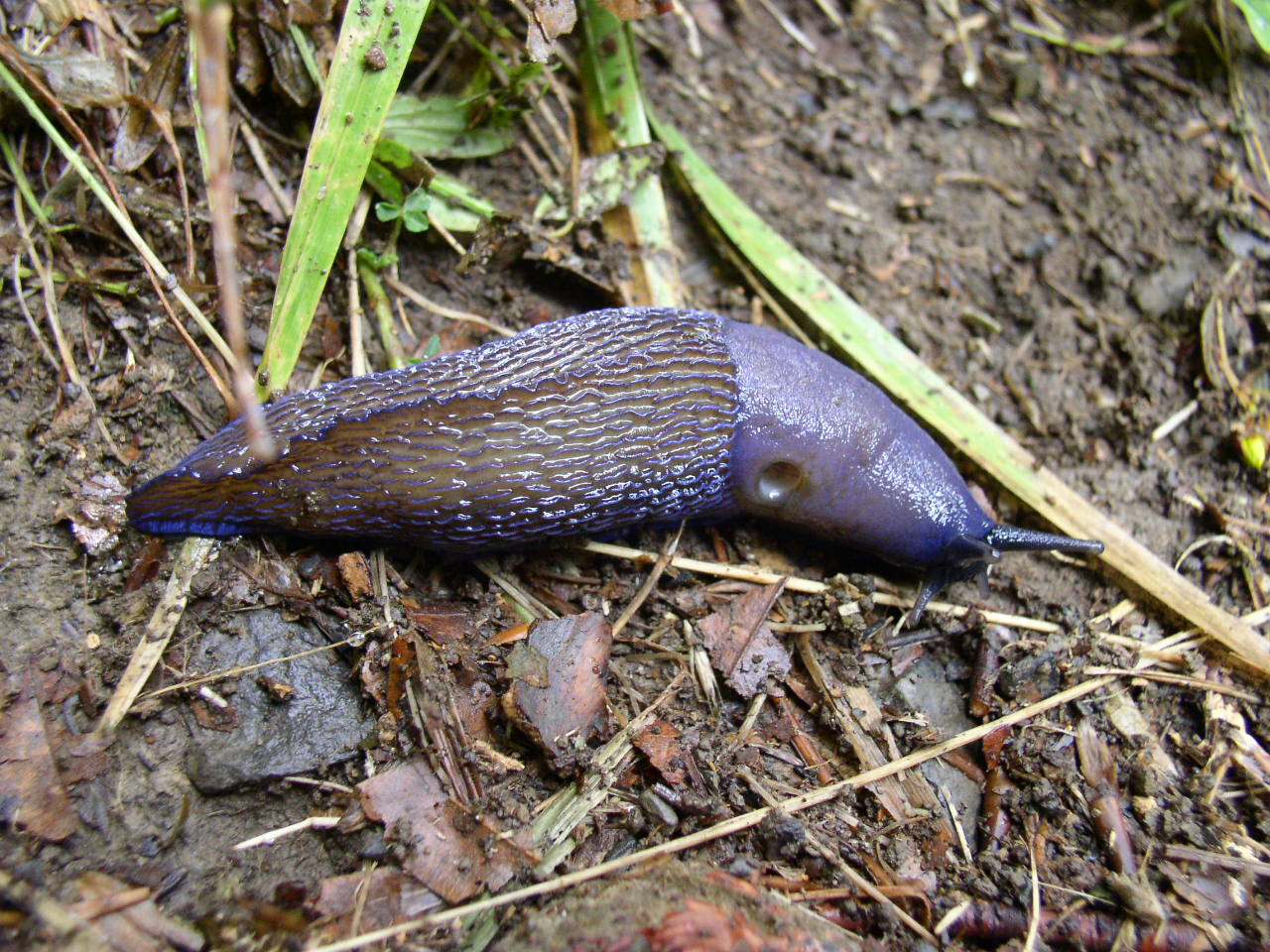
Bielzia coerulans (Limacidae); lo pneumostoma è posizionato nella metà posteriore del mantello.
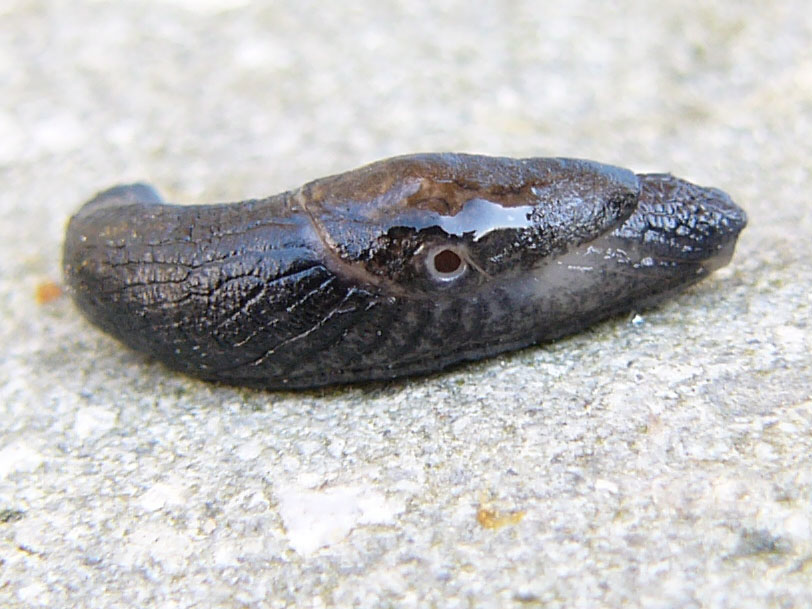
Tandonia budapestensis (Milacidae); lo pneumostoma è posizionato nella metà posteriore del mantello.